# Mobilní zařízení

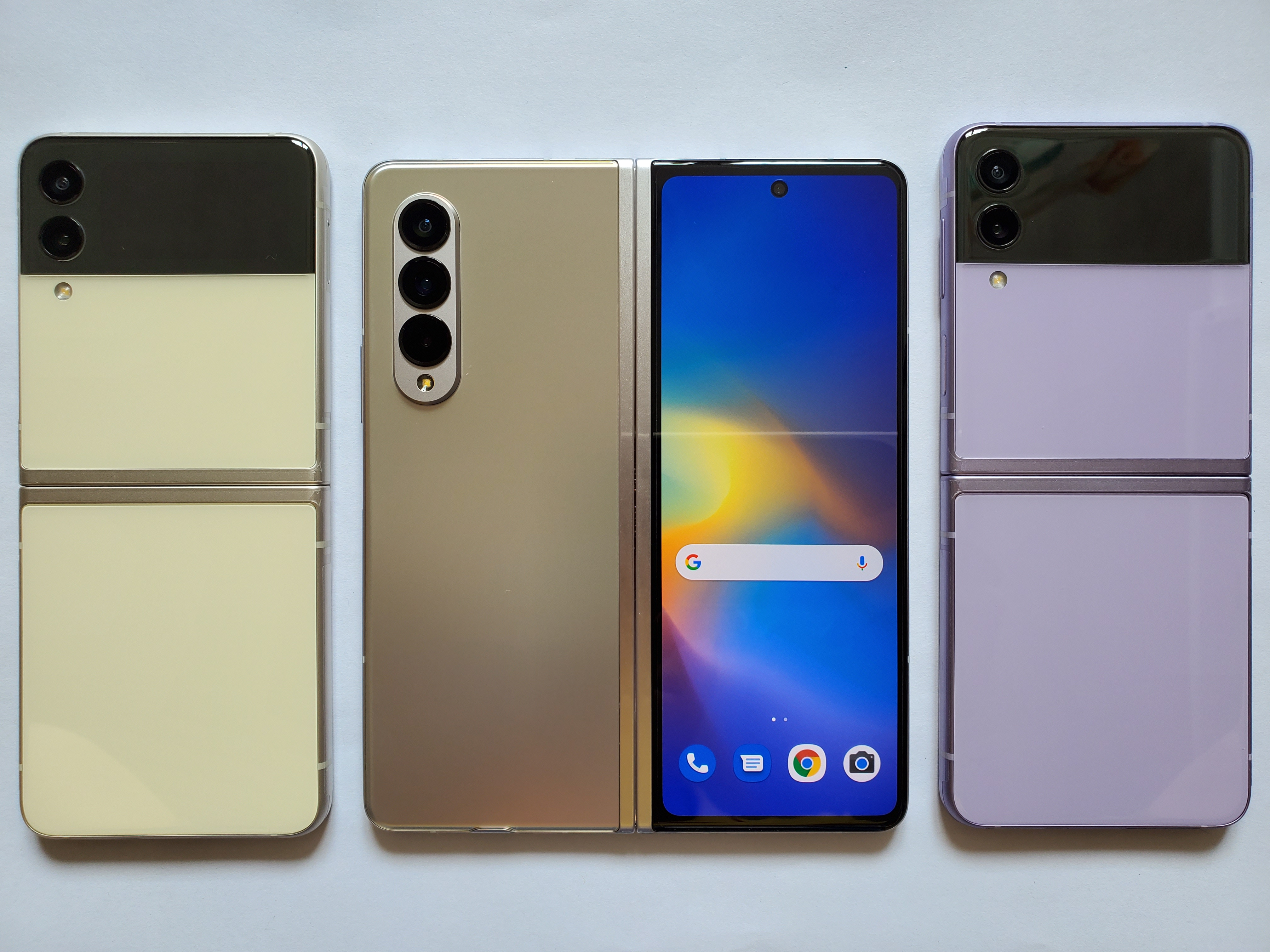
Mobilní zařízení - mobilní telefon

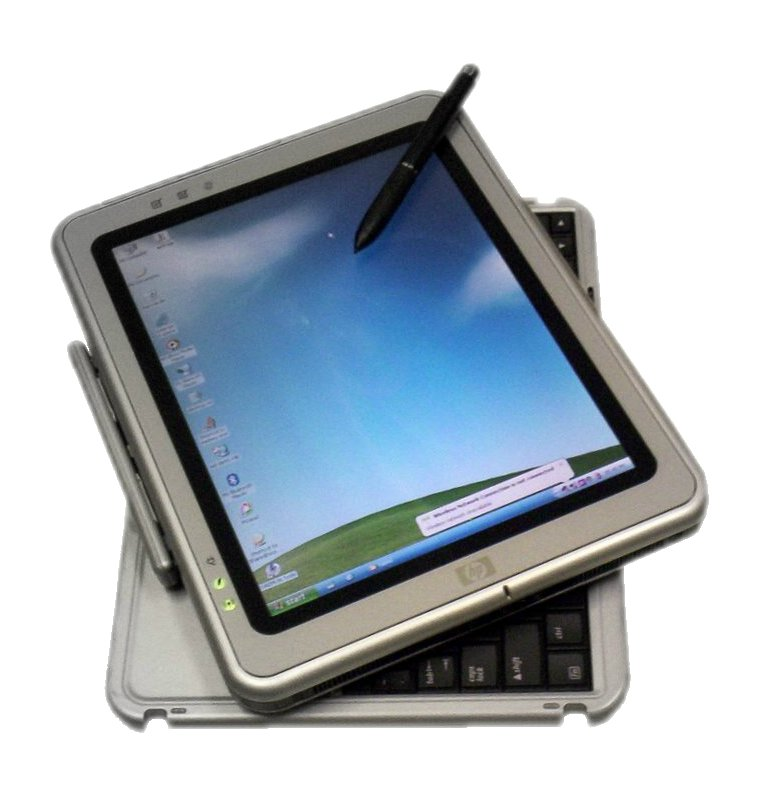
Mobilní zařízení - tablet

Mobilní zařízení nebo přenosné zařízení je malý přenosný elektronický bezdrátový přístroj s vlastním napájením s různými aplikacemi. Často je vybaven dotykovým displejem a/nebo miniaturní klávesnici. PDA a smartphony jsou oblíbené u těch, kteří potřebují využívat některé funkce běžného počítače, avšak v prostředí, kde by to nebylo praktické.

## Typy
- mobilní telefony (v 21. století především smartphone)
- notebooky, netbooky, smartbooky
- PDA
- tablety
- čtečky elektronických knih
- MP3 přehrávače
- PMC
- MID
- nositelná elektronika